# Инвернес Хајландс Норт (Флорида)
Инвернес Хајландс Норт (енгл. Inverness Highlands North) насељено је место без административног статуса у америчкој савезној држави Флорида.

## Демографија
По попису из 2010. године број становника је 2.401, што је 931 (63,3%) становника више него 2000. године.
| Група             | 2000.         | 2010.         |
| Белци             | 1.319 (89,7%) | 2.085 (86,8%) |
| Афроамериканци    | 89 (6,1%)     | 112 (4,7%)    |
| Азијати           | 4 (0,3%)      | 29 (1,2%)     |
| Хиспаноамериканци | 38 (2,6%)     | 140 (5,8%)    |
| Укупно            | 1.470         | 2.401         |